# Sōchō
Sōchō (japanisch 宗長, auch Sōkan, Saiokuken; geboren 1448 in der Provinz Suruga; gestorben am 11. April 1532) war ein japanischer Renga-Dichter.

## Leben und Wirken
Sōchō hieß in seinen frühen Jahren Sōkan (宗歓), ab seinen dreißiger Jahren nannte er sich Sōchō. Er schloss sich mit 17 dem Buddhismus an und wurde  Schüler zunächst von dem Rinzai-Zen Meister Ikkyū und dann Schüler des buddhistischen Mönchs und Renga-Meisters Iio Sōgi. Mit diesem und Shōhaku, einem weiteren von dessen Schülern verfasste er 1488 die Rengasammlung Minase Sangin Hyakuin, die als eines der besten Werke dieses Genres gilt.
Nach dem Tod seines Meisters Sōgi schrieb er Sōgi shūen ki (Bericht über die letzten Momente des Sōgi). Zwischen 1522 und 1527 entstanden seine Memoiren Sōchō shuki (宗長手記). Zwischen 1530 und 1531 schrieb er das Tagebuch Sōchō nikki.